# Higham, Babergh
Higham är en by (village) och en civil parish i Babergh, Suffolk i östra England. Orten har 132 invånare (2001).